# ひょっこりひょうたん島 (曲)

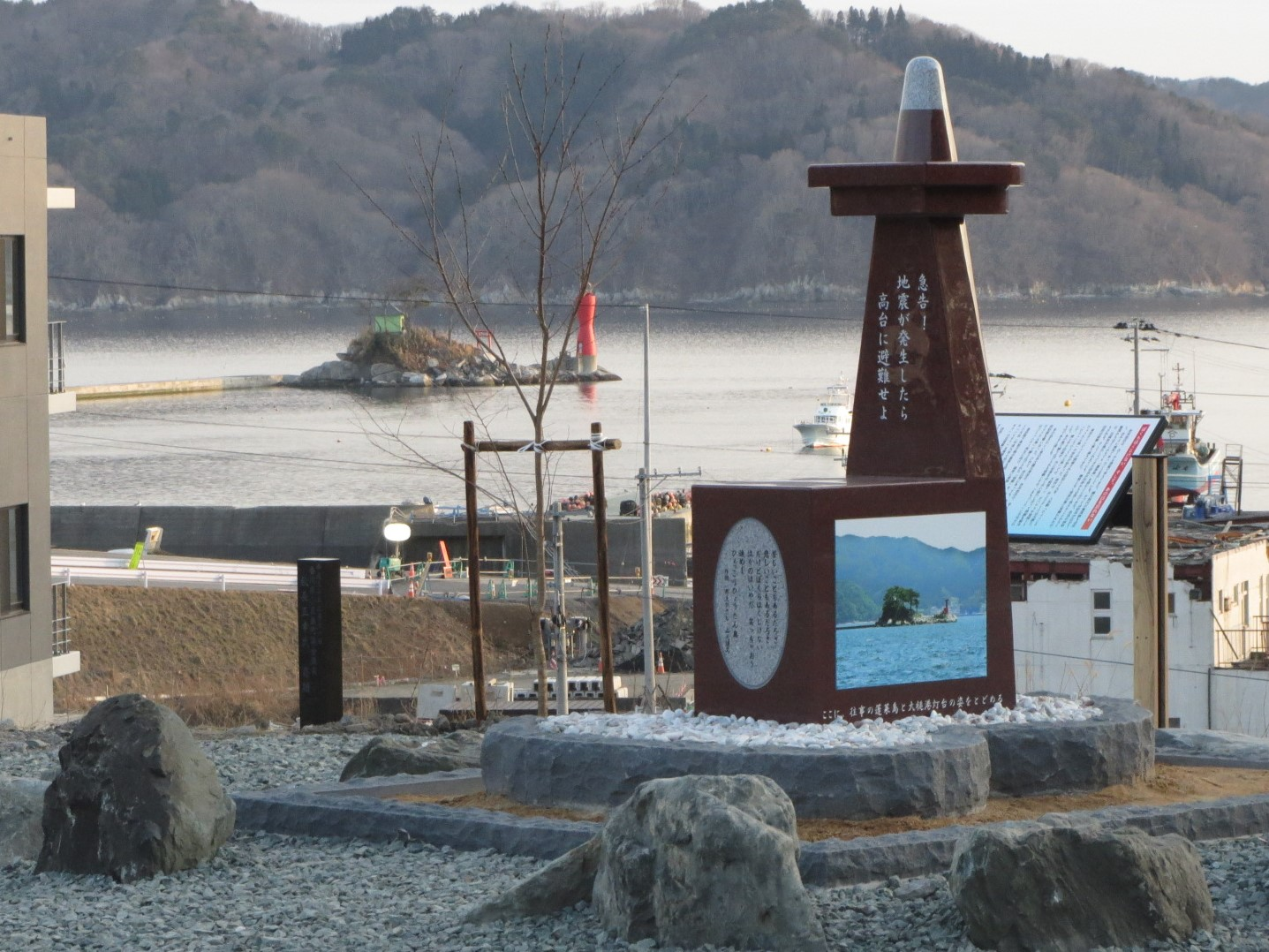
蓬萊島を望む記念碑に歌詞が見られる

「ひょっこりひょうたん島」（ひょっこりひょうたんじま）は、NHK総合テレビ放送の人形劇番組『ひょっこりひょうたん島』の主題歌である。作詞は井上ひさしと山元護久、作曲・編曲は宇野誠一郎、歌唱は前川陽子とひばり児童合唱団による。1964年4月の放送開始から1969年4月の最終回まで使用された。初出音盤は1964年9月24日に朝日ソノラマから発売されたソノシート絵本「ひょっこりひょうたん島 わんわん騒動」である（1965年に新ヴァージョンも発売された）。その後、多くの歌手にカヴァーされており、前川も2005年発売のアルバム『前川陽子スーパー・ベスト〜キューティーハニー/ひょっこりひょうたん島〜』でセルフカヴァーしている。

## 解説
発表当時は曲名はついておらず、朝日ソノラマ版では「テーマソング」、1966年のキングレコードのシングル盤では「ひょっこりひょうたん島（主題曲）」と表記された。「ひょっこりひょうたん島」が正題となるのはヤング・フレッシュがコーラスをつとめた1967年のクラウンレコード版からである。
オーディションで選ばれた前川は、当時中学1年生だった。キングレコード版では、名義が「前川洋子」となっている。
2002年には『第53回NHK紅白歌合戦』でミニモニ。が歌唱した。
ひょっこりひょうたん島のモデルの一つとされている蓬萊島がある岩手県上閉伊郡大槌町の防災無線で、2003年から正午のチャイムとして採用されている。東日本大震災により音源を紛失したため、2011年8月からは井上と親交の深かった小曽根真のピアノ演奏による新チャイムが流されている。2013年には、トヨタ自動車広告キャンペーン「ReBORN DRIVE FOR TOHOKU」において同チャイムが紹介され、CM内でビートたけし、笑福亭鶴瓶、木村拓哉が歌唱した。

## カバー

### モーニング娘。のひょっこりひょうたん島
『モーニング娘。のひょっこりひょうたん島』（モーニングむすめ。のひょっこりひょうたんじま）は、モーニング娘。17枚目のシングル、2003年2月19日に発売された。

#### 解説
モーニング娘。の楽曲として初めてのカバー・シングル。
原曲に比べてテンポ（BPM）が速くなり、イントロと間奏にセリフが追加されているが、基本的なアレンジからの大きな変更はない。
イントロの台詞は矢口真里が担当した。
間奏の台詞は安倍なつみ、加護亜依、高橋愛、石川梨華の4人が担当した。
NHKの音楽番組『みんなのうた』で、2003年2月から3月の新曲枠で放送された。
しかし、初回放送終了後の2003年4月以降、まだ再放送は1度もない。
現時点で、モーニング娘。唯一の『みんなのうた』歌唱楽曲。
MVは実写で、海賊船のようなセットで、モーニング娘。のメンバーは海賊のような衣装で歌唱した。
『みんなのうた』の放送で使用された映像は、全編通して菅原正が制作したCGアニメーションのため、モーニング娘。のメンバーは番組の映像に出演しない。
NHK「テレビ50周年」記念テーマソングであり、特別番組で本楽曲を披露した。
本作から21枚目の「愛あらばIT'S ALL RIGHT」までのシングル曲は、オリジナルアルバムに収録されなかった。
発売1か月前、2003年1月19日に加入した6期メンバーは不参加。

#### シングル収録曲
1. モーニング娘。のひょっこりひょうたん島
作詞：井上ひさし・山元護久、作曲：宇野誠一郎、編曲：小西貴雄
2. 宝石箱
作詞・作曲：つんく、編曲：鈴木俊介
3. モーニング娘。のひょっこりひょうたん島 (Instrumental)

#### 参加メンバー
- 1期：飯田圭織、安倍なつみ
- 2期：保田圭、矢口真里
- 4期：石川梨華、吉澤ひとみ、辻希美、加護亜依
- 5期：高橋愛、紺野あさ美、小川麻琴、新垣里沙

#### 参加ミュージシャン
カッコ内は収録曲目に対応。
- 小西貴雄 - キーボード&プログラミング（1）
- 勝浦剛 - マニピュレーター（1）
- 住吉中 - ベース（1）
- GENTA - パーカッション（1）
- 松宮幹彦 - ウクレレ（1）
- つんく♂ - コーラス（1）
- 鈴木俊介 - ギター&プログラミング（2）

#### 収録アルバム
- ベスト! モーニング娘。2
- モーニング娘。 ALL SINGLES COMPLETE 〜10th ANNIVERSARY〜

#### その他
- 山元護久の『みんなのうた』担当楽曲は、1969年12月から1970年1月放送の「あしたに賭ける数え歌」、1975年4月から5月放送の「かぜよ ふけふけ」に次いで3曲目、井上ひさしの『みんなのうた』担当楽曲は1968年6月から7月放送の「ぶんぬけた」に次いで2曲目。井上・山元共作の楽曲は、本楽曲が唯一となった。
- 宇野誠一郎の『みんなのうた』担当楽曲は、1977年12月から1978年1月放送の「走馬燈」に次いで6曲目。

### こぶしファクトリー&つばきファクトリーのカヴァー
日本の女性アイドルグループ・こぶしファクトリーとつばきファクトリーのコラボレーション「こぶしファクトリー＆つばきファクトリー」による「ひょっこりひょうたん島」は、2018年7月17日にアップフロントワークスからデジタル・ダウンロード・シングルとして配信開始された。

#### 解説
- テレビ朝日が主催する国民的アニメソングカバーコンテスト『愛踊祭2018』敗者復活WEB予選の課題曲[5]。
- 8月1日よりiTunes・レコチョクにてミュージック・ビデオの配信をスタートした[6]。

#### シングル収録曲
| #         | タイトル                                   | 作詞                | 作曲       | 編曲      | 時間 |
| --------- | ------------------------------------------ | ------------------- | ---------- | --------- | ---- |
| 1.        | 「ひょっこりひょうたん島」                 | 井上ひさし/山元護久 | 宇野誠一郎 | 田中直    | 3:19 |
| 2.        | 「ひょっこりひょうたん島（Instrumental）」 | -                   | 宇野誠一郎 | 田中直    | 3:19 |
| 合計時間: | 合計時間:                                  | 合計時間:           | 合計時間:  | 合計時間: | 6:38 |

### シングルタイトル曲以外のカバー
| アーティスト名                     | 発表年 | 収録作品（初出）                                                                             | 備考                                               |
| ---------------------------------- | ------ | -------------------------------------------------------------------------------------------- | -------------------------------------------------- |
| ザ・フォーク・クルセダーズ         | 1967年 | アルバム『ハレンチ』                                                                         | 曲名は「ひょうたん島」                             |
| 清水ミチコ                         | 1986年 | アルバム『幸せの骨頂』                                                                       | メドレー曲「十年前の矢野顕子」の1曲として          |
| GO!GO!7188                         | 2000年 | シングル「こいのうた」                                                                       |                                                    |
| 田中真弓、森の木児童合唱団、SHINES | 2003年 | アルバム『スーパーベスト こどものうた☆あ・い・う・え・おにぎり☆』                            |                                                    |
| 花団                               | 2005年 | アルバム『恋のマグニチュード』                                                               |                                                    |
| 東京ブラススタイル                 | 2005年 | アルバム『「アニジャズ」1st note』                                                           |                                                    |
| 夏木マリ                           | 2008年 | アルバム『THE HIT PARADE』                                                                   |                                                    |
| 今沢カゲロウ                       | 2009年 | アルバム『STANDARDS』                                                                        | インストゥルメンタル                               |
| カバーソング・ドールズ             | 2011年 | アルバム『COVER SONG DOLLS 4 -カバドル・アニソン2-』                                         |                                                    |
| 佐藤ひろ美                         | 2012年 | アルバム『RiSE』                                                                             |                                                    |
| HIBI★Chazz-K                       | 2015年 | アルバム『ハッピー・サックス・ヒット・エクスプレス 2015』                                    | 「WAVE」とのメドレー                               |
| 速水けんたろう                     | 2003年 | CDアルバム「『こどものうたベスト きのこの唄・わたぼうし』」                                  | 速水けんたろうとなかまたち という名前で歌唱。      |
| 花田ゆういちろう、小野あつこ       | 2021年 | DVD・Blu-ray Disc『「おかあさんといっしょ」スタジオライブ・コレクション 〜うたをあつめて〜』 |                                                    |
| めろん畑a go go                    | 2024年 | トリビュートアルバム『シューティング スター』                                                | 「モーニング娘。のひょっこりひょうたん島」のカバー |